# São Lourenço (Portalegre)
São Lourenço is een plaats (freguesia) in de Portugese gemeente Portalegre en telt 5781 inwoners (2001).